# Materia (física)
El término materia tradicionalmente se refiere a la sustancia de la que todos los objetos están hechos, es decir, todo lo que tiene masa y volumen. Sin embargo, el uso moderno del término va más allá de la noción clásica de sustancia y los físicos denominan materia a cualquier entidad cuya presencia en una cierta región del espacio-tiempo conlleva que el tensor energía-impulso para dicha región es diferente de cero. Así tanto la materia fermiónica, como los electrones y otras formas como la materia bosónica son consideradas materia.

## Introducción

### Noción clásica de sustancia
Una forma común de identificar clásicamente la materia es mediante sus propiedades físicas; así una definición común de la materia es “todo aquello que tiene masa y ocupa un volumen”.
Sin embargo, esta definición tiene que ser revisada a la luz de la mecánica cuántica, donde el concepto "tener masa ", y “ocupar espacio" no está tan bien definido como en la vida diaria. Un punto de vista más amplio es que los cuerpos están formados de varias sustancias, y las propiedades de la materia (entre ellas, la masa y el volumen) están determinadas no sólo por las sustancias mismas, sino por como interactúan entre ellos. En otras palabras, la materia está formada por la interacción de unos "componentes básicos", es la llamada teoría atómica de la materia.
El concepto de materia ha sido refinado muchas veces a lo largo de la historia, sobre la base de la mejora del conocimiento acerca de cuáles son los componentes básicos de la materia, y como interactúan entre ellos. Por ejemplo, a principios del siglo XVIII, Isaac Newton consideraba la materia como "sólida, con masa, dura, impenetrable y con partículas móviles", que eran "incluso tan duras que nunca podrían romperse en pedazos".
Las propiedades "primarias" de la materia estaban de acuerdo con la descripción matemática, a diferencia de las cualidades "secundarias" como el color o el gusto. En el siglo XIX, tras el desarrollo de la tabla periódica, y la teoría atómica, los átomos fueron vistos como uno de los componentes fundamentales de la materia; a su vez, los átomos forman moléculas y compuestos.

### Más allá de los átomos
A finales del siglo XIX con el descubrimiento del electrón, y comienzos del siglo XX, con el descubrimiento del núcleo atómico y el nacimiento de la física de partículas, la materia se entendió como formada por electrones, protones y neutrones, interactuando entre ellos para formar los átomos. Hoy en día, conocemos que incluso los protones y neutrones no son indivisibles, pudiendo ser divididos en quarks, mientras que los electrones son parte de una familia de partículas llamadas leptones. Tanto los quarks como los leptones son partículas elementales y actualmente son tomados como los componentes fundamentales de la materia.

Estos quarks y leptones interactúan mediante cuatro interacciones fundamentales: gravedad, electromagnetismo, interacciones débiles, e interacciones fuertes. El Modelo estándar es actualmente la mejor explicación de toda la física, pero a pesar de las décadas de esfuerzos, la gravedad aún no puede ser considerada en el nivel cuántico; sólo es descrito por la física clásica (véase gravedad cuántica y gravitón).

Las interacciones entre quarks y leptones son el resultado de un intercambio de partículas que transportan fuerza (como fotones) entre los quarks y los leptones.

Las partículas que transportan fuerza no son componentes básicos de la materia. En consecuencia, masa y energía no siempre pueden relacionarse a materia. Por ejemplo, los portadores de la fuerza eléctrica (fotones) poseen la energía (según la constante de Planck) y los portadores de la fuerza débil (los bosones W y Z) son masivos, pero ninguno es considerado tampoco como materia.

Sin embargo, aunque estas partículas no son consideradas como materia, contribuyen realmente a la masa total de los átomos o de las partículas subatómicas.

La materia se dice comúnmente que existe en cuatro estados (o fases): sólido, líquido, gas y plasma. Sin embargo, los avances en la técnica experimental han comprendido otras fases, antes sólo teóricas, como el condensado de Bose-Einstein y los condensados fermiónicos. Un punto de vista de partícula elemental acerca de la materia también conduce a nuevas fases de la materia, como el plasma de quarks-gluones
.
En física y en química, la materia exhibe tanto propiedades ondulatorias como corpusculares, es la llamada dualidad onda-partícula

.

### Cosmología
En el ámbito de la cosmología, extensiones del término “materia” son invocadas para incluir a la materia oscura y la energía oscura, conceptos introducidos para explicar algunos fenómenos aislados del universo observable, como las curva de rotación galáctica. Estas formas exóticas materia no se refieren a la materia como "componentes básicos", sino más bien a las formas actualmente poco entendidas de masa y energía
.

## Definiciones

### Definición común

La molécula de ADN es un ejemplo de “materia” según la definición de “átomos y moléculas”. Los enlaces de hidrógeno se muestran como líneas de puntos.

La definición común de materia es “algo que posee masa y volumen” (ocupa un espacio).

Por ejemplo, un carro, como se diría, que está hecho de materia, ya que ocupa espacio, y tiene masa.
La observación de que la materia ocupa espacio viene desde la antigüedad. Sin embargo, una explicación sobre por qué la materia ocupa un espacio es reciente, y se argumenta como un resultado del Principio de exclusión de Pauli.

Dos ejemplos particulares donde el principio de exclusión relaciona claramente la materia con la ocupación de espacio son las estrellas del tipo enana blanca y estrella de neutrones, discutidas más adelante.

### Cantidad de sustancia
La Oficina Internacional de Pesos y Medidas (BIPM) recomiendo usar la expresión "cantidad de sustancia", mejor que "materia".
La cantidad de sustancia se define proporcional al número de entidades elementales especificadas en una muestra; la constante de proporcionalidad es una constante universal que es la misma para todas las muestras. La unidad de cantidad de sustancia se denomina mol (símbolo: mol), y el mol se define especificando la masa de carbono 12 que contiene un mol de átomos de carbono 12. Según el acuerdo internacional esto fue fijado en 0.012 kilogramos (12 g).
- 1. El mol es la cantidad de sustancia de un sistema que contiene un número de entidades elementales como átomos hay en 0,012 kg de carbono 12; su símbolo es “mol".
- 2. Cuando se use el término “mol”, las entidades elementales deben ser especificadas y pueden ser átomos, moléculas, iones, electrones, otras partículas, o grupos específicos de tales partículas.

### Definición basada en átomos y moléculas
Una definición "de materia" basada sobre su "estructura" física y química es: " la materia está formada de átomos y moléculas". Esta definición es compatible con la definición BIPM anterior de "cantidad de sustancia ", pero es más específica sobre los componentes de materia (e indiferente sobre la unidad "mol"). Esta definición sólo sería aplicable a la materia ordinaria o bariónica, que según las estimaciones forma menos del 5% de la materia, en sentido amplio, que forma el universo.
Como un ejemplo de materia según esta definición podemos señalar: la información genética es transportada por una molécula larga llamada ADN, que es copiado y heredado a través de generaciones. El ADN es materia conforme a esta definición ya que está formada por átomos, y no en virtud de tener masa o la ocupación del espacio. Esta definición puede ser ampliada para incluir átomos cargados y moléculas, así como para incluir el plasma, (gases de iones) y el electrólito (soluciones iónicas), que obviamente no se incluyen en la definición de moléculas y los átomos. Alternativamente, también se puede adoptar la “definición basada en protones, neutrones y electrones " siguiente.

### Definición basada en protones, neutrones y electrones
Una definición "de materia" a menor escala que la definición de átomos y moléculas: " la materia está formada de aquello de lo que los átomos y las moléculas están hechos ", significando con esto algo que está hecho de protones, neutrones y electrones
.
Esta definición va más allá de átomos y moléculas, sin embargo, para incluir sustancias hechas de estos componentes básicos que “no” son simplemente átomos o moléculas, por ejemplo la materia de las enanas blancas - típicamente, núcleos de carbono y de oxígeno en un mar de electrones degenerados. En un nivel microscópico, "las partículas" constituyentes de la materia tales como protones, neutrones y electrones obedecen las leyes de mecánica cuántica y exhiben un comportamiento dual onda-partícula. A un nivel aún más profundo, los protones y neutrones están formados por quarks y los campos de fuerza (gluones) que une.

### Definición basada en quarks y leptones

Bajo la "definición basada en quarks y leptones", las partículas elementales y compuestas formados de quarks (en púrpura) y leptones (en verde) serían la "materia"; mientras los bosones "derecha" (en rojo) no serían materia. Sin embargo, la energía de interacción inherente a partículas compuestas (por ejemplo, gluones, que implica a los neutrones y los protones) contribuye a la masa de la materia ordinaria.

Como se puede apreciar en la anterior discusión, muchas de las primeras definiciones de lo que se llamó “materia ordinaria” estaban basado sobre su estructura "o componentes básicos". En la escala de las partículas elementales, una definición que sigue esta tradición puede enunciarse como que: " la materia ordinaria es todo que es formado de partículas elementales fermiones, a saber quarks y leptones.

 La conexión entre estas formulaciones es como sigue.
Los leptons (el más famoso es el electrón), y los quarks (que forman los bariones, como son los protones y los neutrones) se combinan para formar átomos, que a su vez forman moléculas. Dado que los átomos y las moléculas se dice que son materia, es natural una frase para la definición como: "la materia ordinaria es algo que está formado de lo mismo de lo que están hechos los átomos y las moléculas". (Sin embargo, hay que señalar que también se puede hacer con estos mismo componentes básicos otra materia que no son los átomos o moléculas.) Así, dado que los electrones son leptones y los protones y neutrones están formados por quarks, esta definición, a su vez, conduce a la definición de materia como formada de " quarks y leptones ", que son los dos tipos elementales de fermiones. Según Carithers y Grannis: " La materia ordinaria está formada enteramente de partículas de la primera generación, a saber los quarks “u” [up, encima] y “d" [down, abajo], más el electrón y su neutrino.

(Por "de la primera generación" se entiende quarks estables y leptones. "Generaciones superiores” decaen en partículas "de la primera generación".
)
Esta definición de materia ordinaria es más sutil de lo que en principio parece. Hay dos grupos de partículas. Todas las partículas que constituyen la materia, como electrones, protones y neutrinos, son fermiones. Todos los portadores de fuerza son bosones
. Ver la tabla de la figura. Los bosones W y Z que medían la fuerza débil no están formados de quarks y leptones, y así, no son materia ordinaria, pero realmente tienen masa
.
En otras palabras, la masa no es algo exclusivo de la materia ordinaria.
La definición de materia ordinaria basada en los quark y leptones ordinaria, sin embargo, no solamente identifica los componentes básicos elementales de la materia, sino que también incluye los agregados formados con estos constituyentes (átomos y moléculas, por ejemplo). Tales agregados contienen una energía de interacción que mantiene a los componentes unidos, y puede constituir la mayor parte de la masa del agregado. Por ejemplo, en su mayor parte, la masa de un átomo es simplemente la suma de las masas de sus protones, neutrones y electrones constituyentes. Sin embargo, a un nivel más profundo, los protones y neutrones están formados de quarks unidos por campos de gluones. (Ver QCD)
.
Básicamente, la mayor parte de la masa de hadrones es la energía de interacción de los quarks enlazados. Así, la mayor parte de que se compone "la masa" de la materia ordinaria es la energía de interacción interquark
. Por ejemplo, "Las fuerzas gluónicas que enlazan tres quarks (de masa total 12.5 MeV) para formar un nucleón contribuyen a la mayor parte de su masa de 938 MeV
.
De manera similar, el plasma de quark-gluones, se considera un estado de materia, y obviamente incluye los gluones. Lo esencial aquí es: en un complejo como un átomo o un hadrón, la materia en el complejo no es generalmente la fuente más significativa de la masa perteneciente al complejo.

### ¿Los menores componentes básicos?
"En el pasado, la búsqueda de los componentes básicos de la materia nos ha conducido a entidades “cada vez más elementales” - de la molécula al átomo, al núcleo y electrones, a los nucleones, y finalmente a los quarks. Pero, ¿hemos completado este proceso de “pelar la cebolla”...?
.
El Modelo estándar agrupa las partículas materiales en tres generaciones, donde cada generación consta de dos quarks y dos leptones. La primera generación son los quarks "up" (arriba) y “down” (abajo), el "electrón" y el "neutrino electrónico"; la segunda incluye los quarks "charm" (encanto) y "strange” (extraño), el "muon" y el " neutrino muónico"; la tercera generación consiste en los quarks "top” (cima) y “bottom” (valle)" el "tau" y el "neutrino tauónico”
.
"... la explicación más natural a la existencia de las generaciones más altas de quarks y leptones es que corresponden a estados excitados de la primera generación, y la experiencia sugiere que los sistemas excitados deben ser agregados"
.

### Discusión y fondo
La definición habitual de materia en los términos de ocupar espacio y tener masa está enfrentada con las definiciones de la mayoría de los físicos y químicos de la materia, que se basan en cambio en su estructura y en atributos no necesariamente relacionadas con el volumen y masa. James Clerk Maxwell discutió sobre la materia en su obra “Materia y Movimiento”
.
Separa cuidadosamente "materia" de espacio y tiempo, y la define en términos del objeto contemplado en la primera ley de Newton del movimiento. En el siglo XIX, el término "materia", fue discutido activamente por una multitud de científicos y filósofos, y una breve reseña se puede encontrar en Levere
. Una discusión de textos a partir de 1870 sugiere que materia es todo aquello que está hecho de átomos
.

Tres divisiones de la materia son reconocidos en la ciencia: las masas, las moléculas y los átomos.
Una masa de materia es cualquier porción de materia apreciable por los sentidos.
Una molécula es la partícula más pequeña de la materia en la que un cuerpo puede dividirse sin perder su identidad.
Un átomo es una partícula aún más pequeña producida por la división de una molécula.

En lugar de considerar solamente los atributos de tener masa y ocupar un espacio, la materia se relacionó con tener propiedades químicas y eléctricas. El famoso físico JJ Thomson escribió sobre la "constitución de la materia" y se refería a la posible conexión entre la materia y la carga eléctrica
.
Hay toda una literatura sobre la "estructura de la materia", que van desde la “estructura eléctrica" a comienzos del siglo XX
,
a la más reciente "estructura de quarks de la materia", presentado hoy con la siguiente observación: ”Comprender la estructura de quarks de la materia ha sido uno de los más importantes avances en la física contemporánea”
.
En este sentido, los físicos hablan de “campos de materia”, y hablan de las partículas como "excitaciones cuánticas de un modo del campo material"
.
He aquí una cita de De Sabbata y Gasperini: "Con la palabra "materia" se designa, en este contexto, las fuentes de las interacciones, que son, campos espinoriales (como quarks y leptones), que se cree que son los componentes fundamentales de la materia, o campos de bosones s, como el partícula de Higgs, que se utilizan para introducir la masa en una teoría de campo de gauge (y que, sin embargo, podría estar compuesto por más campos de fermiones fundamentales)
. El término "materia" se utiliza en física en una desconcertante variedad de contextos: por ejemplo, uno se refiere a "física de la materia condensada"

"materia elemental",
, “materia partónica", “materia oscura", “antimateria, materia extraña", y materia nuclear. En los debates de la materia y la antimateria, la materia normal ha sido mencionado por Alfvén como “koinomateria”
.
Es necesario decir que en física, no existe amplio consenso sobre una definición exacta de materia, y el término "materia" por lo general se utiliza en conjunción con algún modificador.
Por todo lo expuesto, en términos generales, en el contexto de la física moderna se extiende el concepto de materia a:
- Cualquier campo, entidad, o discontinuidad traducible a fenómeno perceptible que se propaga a través del espacio-tiempo a una velocidad igual o inferior a la de la luz y a la que se pueda asociar energía.

## Fases de la materia ordinaria

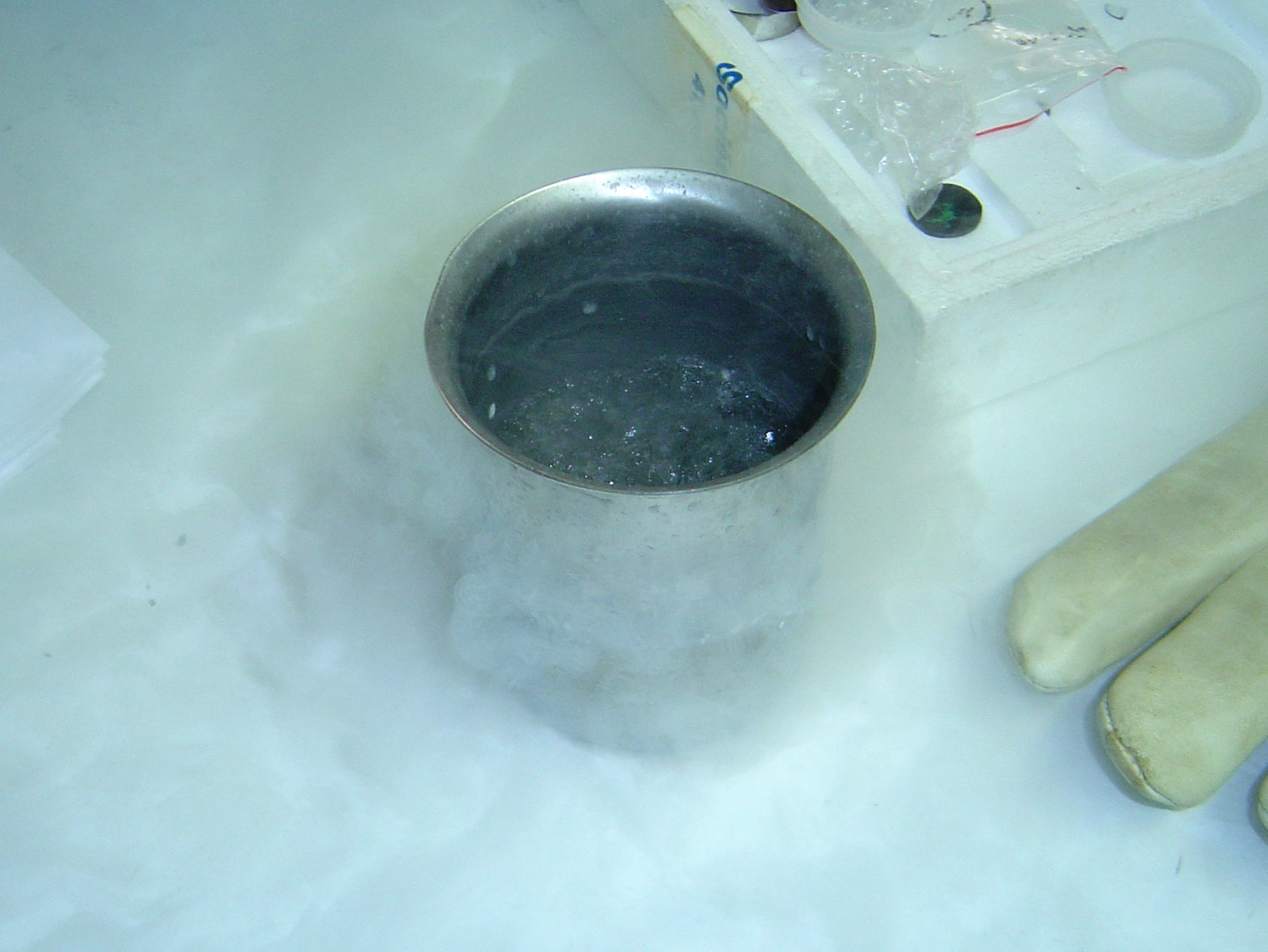
Una taza de metal sólido que contiene nitrógeno líquido que se evapora lentamente en nitrógeno gaseoso. Evaporación es la transición de fase desde un estado líquido a un estado gaseoso.

Un típico diagrama de fase. Diagrama de fase de una sustancia típica en un volumen fijo. El eje vertical es “Presión”, el eje horizontal es “Temperatura”. La línea verde marca el punto de congelación (por encima de la línea verde es “sólido”, por debajo, eslíquido) y la línea azul marca el punto de ebullición (por encima de ella es “líquido” y por debajo de ella es “gas”).. Se muestra como estos varían con la presión. El punto de unión entre las líneas verde, azul y roja es el punto triple. La línea con puntos muestra el comportamiento anómalo del agua. Así, por ejemplo, a mayorT, es necesario una mayorPes necesario para mantener la sustancia en fase líquida. En el punto triple pueden coexistir las tres fases: gas, líquido y sólido. Por encima del punto crítico. no hay diferencia perceptible entre las fases. La línea de puntos muestra el comportamiento anómalo del agua: el hielo se derrite a temperatura constante con una presión creciente
.

La materia puede existir en varias formas o estados de agregación diferentes, conocidos como fases
,
dependiendo del volumen y de la presión y temperatura ambiente
.
Una fase es una forma de materia que tiene una composición química y unas propiedades físicas relativamente uniformes (tales como densidad, calor específico, índice de refracción, etc.). Estas fases incluyen las tres familiares (sólidos, líquidos, y gases), así como otros estados más exóticos de la materia (como plasmas, superfluidos, supersólidos, condensados de Bose-Einstein,...). Un fluido puede ser un líquido, gas o plasma.
También hay fases paramagnéticas y ferromagnéticas de materiales magnéticos. Cuando las condiciones físicas cambian, la materia puede cambiar de una fase a otra. Estos fenómenos se denominan transiciones de fase, y se estudian en el campo de la termodinámica. En los nanomateriales, el amplio incremento del área superficial respecto al volumen hace que la materia pueda presentar propiedades totalmente diferentes de las del material macroscópico, y que no será bien descrito por cualquiera de las fases a nivel macroscópico (ver nanomateriales para más detalles).
Las fases son a veces llamadas “estados de la materia”, pero este término puede conducir a confusión con los estados termodinámicos. Por ejemplo, dos gases mantenidos a presiones diferentes están en diferente “estados termodinámicos” (diferentes presiones), pero en la misma “fase” (ambos son gases).

### Sólido
Los sólidos se caracterizan por una tendencia a mantener su integridad estructural; si se dejan por su propia cuenta, no se extienden de la misma manera que los gases o los líquidos, en otras palabras la fuerza de cohesión son mayores que las de repulsión. Muchos sólidos, como las rocas y el hormigón, tienen una gran dureza y rigidez y tienden a romperse o transformarse (la materia no se destruye ni se crea solo se trasforma) al ser sometidos a diversas formas de esfuerzos, pero otros, como el acero y el papel son más flexibles y se doblan. Los sólidos a menudo están compuestos de cristales, vidrios, o moléculas de cadena larga (por ejemplo, goma de borrar y papel). Algunos sólidos son amorfos como los vidrios de ventana. Un ejemplo sólido es la forma sólida del agua, “hielo”.

### Líquido
En un líquido, los componentes se tocan frecuentemente, pero son capaces de moverse entre sí. Así, a diferencia del gas, el líquido tiene cohesión y viscosidad. En comparación con un sólido, las fuerzas que mantienen juntos las partículas constituyentes son más débiles, y no hay rigidez, pero se adapta de una forma decidida a su contenedor. Los líquidos son difíciles de comprimir. Un ejemplo común es el “agua”.

### Gas
Un gas es un estado de agregación, sin cohesión, un vapor. Así, un gas no opone resistencia a los cambios de forma (más allá de la inercia de sus constituyentes, que se golpean entre sí). La distancia entre las partículas constituyentes es variable, determinada, por ejemplo, por el tamaño del contenedor y el número de partículas, y no por fuerzas internas. Un ejemplo es la forma de vapor del agua, “vapor”.

### Plasma
El plasma es el cuarto estado de la materia consistente en una mezcla neutra de electrones, iones y átomos neutros
.
El plasma presenta un comportamiento peculiar de largo alcance fuerzas de Coulomb ya que las partículas se mueven en campos electromagnéticos generados por cuenta propia y debido a sus propios movimientos. El sol y las estrellas son plasmas, así como la ionosfera de la Tierra, y los plasmas se producen en anuncios de neón. Los plasmas de iones de deuterio y tritio se utilizan en reacciones de fusión
.
El término “plasma” se aplicó por primera vez por Lewi Tonks e Irving Langmuir en 1929, a las regiones interiores de un gas ionizado brillante producido por descarga eléctrica en un tubo
.

### Condensado de Bose–Einstein
Este estado de la materia fue descubierto por Satyendra Nath Bose, que envió su trabajo sobre estadísticas de los fotones a Einstein para comentar. Tras la publicación del documento de Bose, Einstein extendió su tratamiento a un número de partículas fijas (átomos), y predijo este quinto estado de la materia en 1925. Los condensados de Bose-Einstein fueron realizados experimentalmente por primera vez por varios grupos diferentes en 1995 para el rubidio, el sodio y el litio, utilizando una combinación de láser y de refrigeración por evaporación
.
La condensación de Bose–Einstein para el hidrógeno atómico se logró en 1998
.
El condensado de Bose-Einstein es un líquido similar al superfluido que se produce a bajas temperaturas en el que todos los átomos ocupan el mismo estado cuántico. En sistemas de baja densidad, que se produce en o por debajo de 10−5 K
.

### Condensado de Fermi
Un condensado de Fermi es una fase superfluida formada por fermiones a bajas temperaturas. Está estrechamente relacionado con el condensado de Bose-Einstein en condiciones similares, pero a diferencia de estos, se forman utilizando fermiones en lugar de bosones. Los primeros condensados de Fermi reconocidos describían el estado de los electrones en un superconductor; la física de otros ejemplos, incluyendo un reciente trabajo con átomos fermiónicos, es análoga. El primer condensado fermiónico atómioo fue creado por Deborah S. Jin en 2003
.
Estos condensados atómicos de Fermi se han estudiado a temperaturas próximas a los 50-350  nK
.
Un condensado de Fermi hipotético que aparece en las teorías de fermiones sin masa con ruptura de simetría quiral es el “condensado quiral” o el “condensado de quarks”

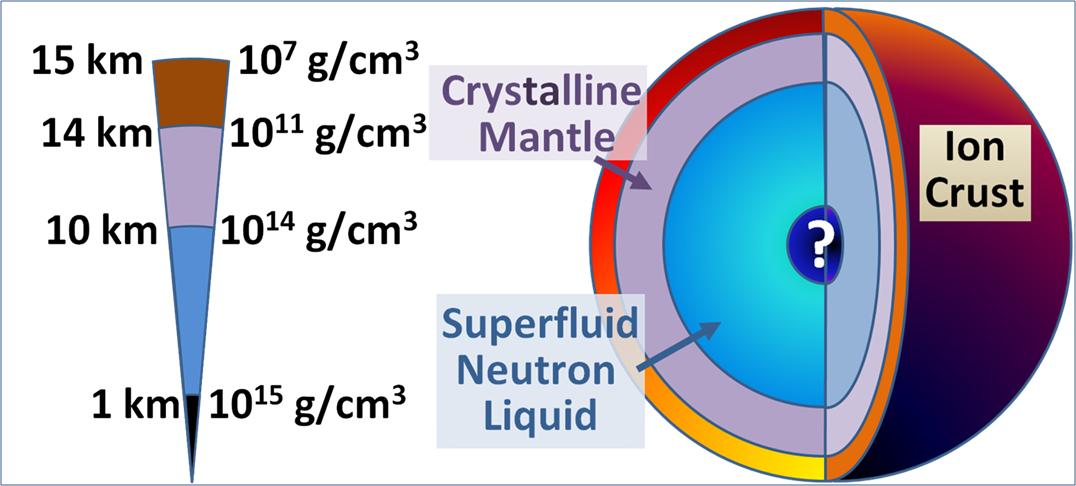
Un modelo de la estructura interna de una estrella de neutrones. (Existen otros modelos)
.
A una profundidad de unos 10 km del núcleo se convierte en un líquido superfluido principalmente de neutrones. La sección de la izquierda muestra la densidad vs. radio vs. Datos de Luminet “et al”.

.

### Corazón de una estrella de neutrones
Debido a su extrema densidad, el núcleo de una estrella de neutrones no cae en ningún otro estado de la materia. Mientras que una enana blanca es casi tan masiva como el Sol (hasta 1,4 masas solares, el Límite de Chandrasekhar), el principio de exclusión de Pauli impide el colapso a un radio menor, y se convierte en un ejemplo de materia degenerada. En contraste, las estrellas de neutrones están entre 1,5 y 3 masas solares, y alcanzan una densidad tal que los protones y los electrones son triturados para convertirse en neutrones. Los neutrones son fermiones, el colapso se ve aún más impedido por el principio de exclusión, formando la llamada materia degenerada de neutrones

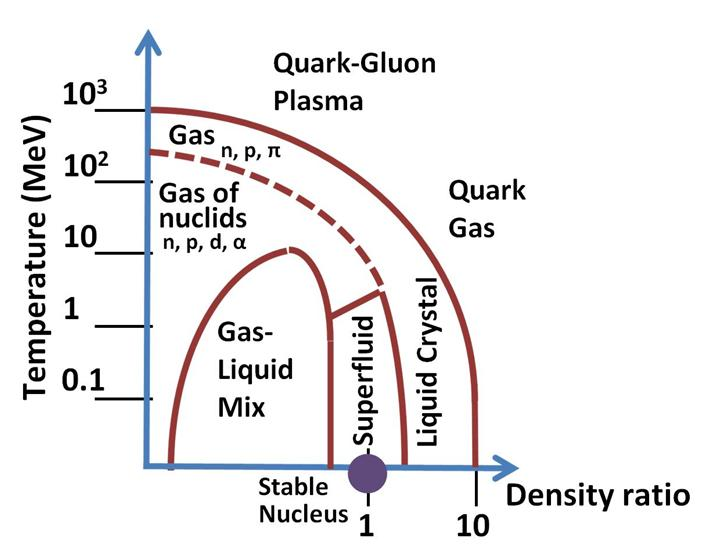
Fases de la materia nuclear. Comparar con Siemens & Jensen.

.

### Plasma de Quarks-gluones
Los gluones son las partículas elementales que causan que los quarks interactúen, y son indirectamente responsables de mantener unidos los protones y neutrones en los núcleos atómicos. El plasma de quarks y gluones es una fase hipotética de la materia, una fase de la materia aún no observada, que se supone existió en el universo temprano y que ha evolucionado hacia una fase de gas de hadrones.

A energías extremadamente altas la fuerza fuerte se prevé que se vuelvan tan débiles que los núcleos atómicos se dividan en un grupo de quarks sueltos, lo que distingue la fase de quarks y gluones del plasma normal. En las colisiones de iones pesados relativistas, se produce una transición de fase desde la nuclear, la fase de hadrones, a una fase material consistente en quarks y gluones. Hasta ahora, los resultados experimentales han mostrado que, en lugar de un plasma que interactúan débilmente, se produce un líquido casi ideal.

Una animación se encuentra en Gold ion collision @ RHIC.

### Aluminio transparente
En 2009, científicos de la Universidad de Oxford dirigieron un equipo internacional que utilizó el sincrotrón de láser FLASH en Hamburgo, Alemania para crear un nuevo estado de la materia, aluminio transparente. Usando un breve pulso del láser FLASH, sacaron un electrón del núcleo de cada átomo de aluminio, pero sin destruir o alterar la estructura cristalina del metal. Lo que resultó fue un aluminio que era casi invisible a la radiación ultravioleta. Los científicos que participaron en el descubrimiento sugiere que esto podría ayudar en la investigación adicional sobre ciencias planetarias y fusión nuclear. El efecto sobre el aluminio se prolongó durante 40 femtosegundos

Un concepto de aluminio transparente, se ha visto en Star Trek IV.

## Estructura de la materia ordinaria
En física de partículas, los fermiones son partículas que obedecen la estadística de Fermi-Dirac. Los fermiones pueden ser elementales, como el electrón, o compuestos, como el protón y el neutrón. En el Modelo estándar hay dos tipos de fermiones elementales: los quarks y leptones, que se exponen a continuación.

### Quarks

Estructura de quark de un protón: 2 quarks arriba y 1 quark abajo.

Los quarks son partículas de spin 1/2, lo que implica que son fermiones. Transportan una carga eléctrica de −1/3|3 e (quarks tipo “abajo”) o +2/3 e (quarks tipo “arriba”). Por comparación, un electrón tiene una carga de -1 e. También transportan carga de color, que es el equivalente de la carga eléctrica para la interacción fuerte. Los quarks también sufren decaimiento radiactivo, lo que significa que están sujetas a la interacción débil. Los quarks son partículas masivas, y por lo tanto también están sujetos a la gravedad.
| Nombre             | Símbolo | Espin               | Carga eléctrica (e)  | Masa ( MeV/ c2)    | Masa comparable a                       | Antipartícula | Símbolo de la antipartícula |
| ------------------ | ------- | ------------------- | -------------------- | ------------------ | --------------------------------------- | ------------- | --------------------------- |
| Quarks tipo arriba |         |                     |                      |                    |                                         |               |                             |
| Arriba (up)        | u       | {\displaystyle 1/2} | +{\displaystyle 2/3} | 1.5 to 3.3         | ~ 5 electrones                          | Antiarriba    | u                           |
| Encanto (charme)   | c       | {\displaystyle 1/2} | +{\displaystyle 2/3} | 1160 to 1340       | ~ 1 protón                              | Antiencanto   | c                           |
| Cima (Top)         | t       | {\displaystyle 1/2} | +{\displaystyle 2/3} | 169.100 to 173.300 | ~ 180 protones o ~ 1 átomo de wolframio | Anticima      | t                           |
| Quarks tipo Abajo  |         |                     |                      |                    |                                         |               |                             |
| Abajo (down)       | d       | {\displaystyle 1/2} | −{\displaystyle 1/3} | 3.5 to 6.0         | ~ 10 electrones                         | Antiabajo     | d                           |
| Extraño (strange)  | s       | {\displaystyle 1/2} | −{\displaystyle 1/3} | 70 to 130          | ~ 200 electrones                        | Antiextraño   | s                           |
| Fondo (Bottom)     | b       | {\displaystyle 1/2} | −{\displaystyle 1/3} | 4.130 to 4.370     | ~ 5 protones                            | Antifondo     | b                           |

.

#### Materia bariónica
Los bariones son fermiones de interacción fuerte, y así están sujetos a la estadística de Fermi-Dirac. Entre los bariones están los protones y los neutrones, que se producen en el núcleo atómico, pero existen también otros muchos bariones inestables. El término barión se utiliza generalmente para referirse a triquarks (partículas compuestas de tres quarks). Se conocen bariones "exóticos" formados por cuatro quarks y un antiquark denominados pentaquarks, pero su existencia no es generalmente aceptada.
La materia bariónica es la parte del universo que está hecha de bariones (incluidos todos los átomos). Esta parte del universo no incluye la energía oscura, la materia oscura, los agujeros negros o las diversas formas de materia degenerada, como las estrellas enanas blancas y estrellas de neutrones. La radiación de microondas observada por el Wilkinson Microwave Anisotropy Probe (WMAP), sugiere que sólo un 4,6% de la parte del universo dentro de la gama de los mejores telescopios (es decir, la materia que puede ser visible porque la luz puede llegar a nosotros de ella), está hecho de materia bariónica. Alrededor de un 23% es materia oscura, y alrededor de un 72% es energía oscura

Una comparación entre la enana blanca IK Pegasi B (centro), su compañero de clase A, IK Pegasi A (izquierda) y el Sol (derecha). Esta enana blanca tiene una temperatura superficial de 35,500 K.

#### Materia degenerada
En física, “materia degenerada” se refiere al estado fundamental de un gas de fermiones a una temperatura próxima al cero absoluto.

El principio de exclusión de Pauli, exige que sólo dos fermiones puedan ocupar un estado cuántico, uno con spin arriba y otro con spin abajo. Por lo tanto, a temperatura cero, los fermiones llenan los niveles suficientes para dar cabida a todos los fermiones disponibles, y para el caso de muchos fermiones la máxima energía cinética, llamada Energía de Fermi, y la presión del gas se hacen muy grandes y dependen del número de fermiones en lugar del valor de la temperatura, a diferencia de los estados normales de la materia.
La materia degenerada se cree que ocurre durante la evolución de estrellas pesadas.

La demostración por Chandrasekhar de que las estrellas enana blanca tienen una masa máxima permitida por el principio de exclusión provocó una revolución en la teoría de la evolución de las estrellas.

La materia degenerada incluye la parte del universo que está compuesto por estrellas de neutrones y enanas blancas.

#### Materia extraña
La “materia extraña” es una forma particular de materia de quarks, generalmente considerado como un "líquido" de quarks quark arriba, quark abajo y quark extraño. Esto debe compararse con la materia nuclear, que es un líquido de neutrones y protones (que sí están compuestos de quarks arriba y abajo), y con la materia no extraña de quarks, que es un líquido de quarks que contiene solo los quarks arriba y abajo. A una densidad suficientemente alta, la materia extraña se espera que sea superconductor de color. Se ha sugerido que la materia extraña se ha sugerido se produce en el núcleo de las estrellas de neutrones, o, más especulativamente, en forma de gotas aisladas, que pueden variar en tamaño desde femtometros (Strangelets) a kilómetros (estrellas de quarks).

##### Dos significados del término "materia extraña"
En física de partículas y astrofísica, el término se utiliza de dos maneras, una más amplia y la otra más específica.
1. El significado más amplio es sólo materia de quarks que contiene tres sabores de quarks: arriba, abajo, y extraño. En esta definición, hay una presión crítica y una densidad crítica asociada, y cuando la materia nuclear (hecha de protones y neutrones) se comprime más allá de esta densidad, los protones y neutrones se disocian en los quarks, obteniéndose materia de quarks (probablemente materia extraña).
2. El sentido más restringido es materia de quarks que es más estable que la materia nuclear. La idea de que esto podría ocurrir es la "hipótesis de la materia extraña" de Bodmer[72] y Witten.[73]

En esta definición, la presión crítica es cero: el verdadero estado fundamental de la materia es siempre materia de quarks. Los núcleos que se ven en la materia que nos rodea, que son gotitas de la materia nuclear, son en realidad metaestable, y dado el tiempo suficiente (o el estímulo externo a la derecha) se desintegraría en gotas de materia extraña, p.ej. strangelets ".

### Leptones
Los leptones son partículas de spin-{{{\displaystyle 1/2}}}, lo que significa que son fermiones. Transportan una carga eléctrica de −1  e (leptones como los electrones) o 0 e (neutrinos). A diferencia de los quarks, los leptones no transportan carga de color, lo que significa que no experimentan la interacción fuerte. Los leptones también sufren la desintegración radiactivo, por lo que están sujetos a la interacción débil. Los leptones son partículas masivas, por lo que están sujetas a la gravedad.
| Nombre                              | Símbolo | Espin               | Carga eléctrica (e) | Masa (MeV/c2) | Masa comparable a                    | Antipartícula                               | Antipartícula símbolo |
| ----------------------------------- | ------- | ------------------- | ------------------- | ------------- | ------------------------------------ | ------------------------------------------- | --------------------- |
| Leptones cargados                   |         |                     |                     |               |                                      |                                             |                       |
| Electrón                            | e-      | {\displaystyle 1/2} | −1                  | 0.5110        | 1 electrón                           | Antielectrón (positrón)                     | e+                    |
| Muon                                | m-      | {\displaystyle 1/2} | −1                  | 105.7         | ~ 200 electrones                     | Antimuón                                    | m+                    |
| Tauón                               | t-      | {\displaystyle 1/2} | −1                  | 1,777         | ~ 2 protones                         | Antitauón                                   | t+                    |
| Neutrinos                           |         |                     |                     |               |                                      |                                             |                       |
| Neutrino del electrón               | v e     | {\displaystyle 1/2} | 0                   | < 0.000460    | Menos de una milésima de un electrón | Antineutrino del electrón                   | ve                    |
| Neutrino del muon                   | v m     | {\displaystyle 1/2} | 0                   | < 0.19        | Menos de la mitad de un electrón     | Antineutrino del muon                       | me                    |
| Neutrino del Tauón (o neutrino tau) | v t     | {\displaystyle 1/2} | 0                   | < 18.2        | Menor que ~ 40 electrones            | Antineutrino del tauón (o antineutrino tau) | te                    |

## Antimateria
En la física de partículas y la química cuántica, la antimateria es la materia que se compone de las antipartículas de los que constituyen la materia ordinaria. Si una partícula y su antipartícula entran en contacto unos con otros, los dos se aniquilarán, es decir, ambos pueden ser convertidos en otras partículas con la misma energía de conformidad con la ecuación de Einstein E = mc2. Estas nuevas partículas pueden ser de alta energía fotones (rayos gamma) u otros pares de partícula-antipartícula. Las partículas resultantes están dotados de una cantidad de energía cinética igual a la diferencia entre la masa de los productos de la aniquilación y la masa en reposo del par original partícula-antipartícula, que a menudo es bastante grande.
La antimateria no se encuentra de forma natural en la Tierra, excepto muy brevemente y en casi inexistentes pequeñas cantidades (como resultado de la desintegración radiactiva o los rayos cósmicos). Esto se debe a la antimateria, que pueda existir en la Tierra procedente de los confines de un laboratorio físico adecuado podría reaccionar instantáneamente con la materia de la que está hecha la Tierra, y ser aniquilada. Antipartículas y algo de antimateria estable (como el antihidrógeno) se puede obtener en pequeñas cantidades, pero solamente para poder comprobar algunas de sus propiedades teóricas.
Existe una especulación considerable tanto en ciencia como en ciencia ficción acerca de por qué el universo observable está aparentemente casi en su totalidad formado de materia y porqué en otros lugares son casi totalmente de antimateria. En los inicios del universo, se piensa que la materia y la antimateria estaban igualmente representadas, y la desaparición de la antimateria requiere una asimetría en las leyes de la física llamada paridad de carga (o la violación de la simetría CP). La violación de la simetría CP es posible en el modelo estándar,

pero hasta el momento, la asimetría aparente en el universo visible entre materia y antimateria es uno de los grandes problemas no resueltos de la física. Algunos posibles procesos por lo que esto se produjo se analizan con más detalle en bariogénesis.

## Otros tipos de materia

El pie gráfico muestra las fracciones de la energía en el universo aportados por distintas fuentes. La materia ordinaria se divide en materia luminosa (estrellas y gases luminosos, 0,005%) y materia no luminosa (gas intergaláctico y neutrinos alrededor, aproximadamente: 0,1% los neutrinos y el 0,04% los agujeros negros supermasivos). La materia ordinaria es poco común, según el modelo de Ostriker y Steinhardt.
Para más información, ver NASA.

La materia ordinaria, en la definición de quarks y leptones constituye aproximadamente el 4% de la energía. La energía restante, se cree que es debida a formas exóticas, de las que el 23% es materia oscura

Curva de rotación galáctica de la Vía Láctea. El eje vertical es la velocidad de rotación alrededor del centro galáctico. El eje horizontal es la distancia desde el centro galáctico. El Sol está marcado como un punto amarillo. La curva observada de la velocidad de rotación es azul. La curva previsible suponiendo considerando sólo estrellas masivas y gas en la Vía Láctea es la roja. La diferencia es debida a la materia oscura o tal vez a alguna modificación de la ley de la gravitación universal.
La dispersión en las observaciones se indica mediante las barras de color gris.

y el 73% es energía oscura.

### Materia oscura
En astronomía y cosmología, la materia oscura es materia de composición desconocida que no emite o refleja bastante radiación electromagnética como para ser observada directamente, pero cuya presencia se infiere de sus efectos gravitacionales sobre la materia visible

Evidencias observacionales del universo próximo y de la teoría del big bang requieren que esta materia tenga energía y masa, pero no estar formada por los correspondientes fermiones elementales (como la anterior) o por bosones gauge. El punto de vista más aceptado es que la mayor parte de la materia oscura es de naturaleza no bariónica.

En consecuencia, está compuesta de partículas que nunca han sido observadas en el laboratorio. No obstante, hay partículas supersimétricas

que no son partículas del modelo estándar, pero que se formaron a muy altas energías en las primeras etapas del universo y aún se mantienen flotando.

### Energía oscura
En cosmología, “energía oscura” es el nombre dado a la influencia antigravitatoria que está acelerando la tasa de expansión del universo. Se sabe que no está formada por partículas conocidas como protones, neutrones o electrones, ni de partículas de materia oscura, ya que todos ellos causan atracción gravitatoria.

Fully 70% of the matter density in the universe appears to be in the form of dark energy. Twenty-six percent is dark matter. Only 4% is ordinary matter. So less than 1 part in 20 is made out of matter we have observed experimentally or described in the standard model of particle physics. Of the other 96%, apart from the properties just mentioned, we know absolutely nothing.
Lee Smolin: The Trouble with Physics, p. 16

### Materia exótica
La materia exótica es un concepto hipotético de la física de partículas. Cubre cualquier material que viole una o más de las condiciones clásicas o que no estén hechos de partículas bariónicas conocidas. Estos materiales podrían tener cualidades tales como la de tener masa negativa o la de ser repelido en vez de atraído por la gravedad.